# Герб Комишуватого (Маріупольський район)
Герб Комишуватого — символ села Комишувате Донецької області. Автор — Едуард Савченко, на основі герба 1997 року авторства Олега Киричка.

## Опис
Село засновано козаками-переселенцями, що зробили великий внесок у розвиток селища в перший період його існування, що відбито в гербі перехрещеною козацькою зброєю і малиновим кольором у верхній частині герба.
У наш час Комишувате є значним сільськогосподарським виробником, основними видами діяльності стали тваринництво (що в гербі показано символом бика) і вирощування зернових культур (відображено золотом - кольором стиглої пшениці в нижній частині щита). Золотий колір у нижній половині - символ багатства і щедрості, що характерні тутешнім місцям і місцевим жителям.
Ріка, що протікає, вказує на територіальне розташування на ріці Комишуватці, від якої і походить назва села.

## Історія
16 січня 1997 року був затверджений герб авторства Олега Киричка. Щит понижено скошено зліва малиновим і золотим. На верхній частині нафхрест покладені золоті шабля і спис. На нижній частині лазурова річка, що протікає з нахилом вправо, поверх якого бик натурального кольору.